# جيوفاني بوجادو
جيوفاني بوجادو (بالإسبانية: Giovanni Bogado)‏ (16 سبتمبر 2001 في باراغواي - ) هو لاعب كرة قدم باراغواياني في مركز الوسط.

## روابط خارجية
- جيوفاني بوجادو على موقع قاعدة بيانات كرة القدم.إي يو (الإنجليزية)
- جيوفاني بوجادو على موقع Soccerway.com (الإنجليزية)